# 鄭展龍
鄭展龍（Cheng Chin Lung，1998年1月7日—），生於香港，香港足球運動員，司職進攻中場，現時效力香港超級聯賽球會傑志。

## 早年生活
鄭展龍生於香港，於3歲開始接觸足球，童年時與父親在街場踢球，直到9歲時報投香港巴塞足球學校，可是他卻因評核分數未達標而落選，於是父親便主動找當時傑志總監朱志光請求再給機會，結果鄭展龍終在10歲時獲取錄成為足球學校的首批學員，由於他當時與同齡球員與比保護皮球能力好高，故他在10歲時已經入選U13代表隊，然而原來學業成績不俗的他卻放棄升讀傳統名校喇沙書院，改讀與傑志合作開設職業足球員培育計劃的仁濟醫院董之英紀念中學，成為首批職業足球員培育計劃的學員，結果他在15歲時獲傑志提升參與預備組聯賽和提拔角逐全港學界精英足球賽。

## 球會生涯

### 傑志（2015 至 2017）
到2015/16球季，鄭展龍與3名傑志青年軍球員獲提升上一隊，與球會簽署首份職業球員合約，並在2015年9月16日主場以1–1賽和西亞勁旅科威特SC的亞協盃8強次回合，在比賽尾段獲派後備上陣，錄得職業生涯的處子戰，惟最終傑志兩回合合計以1–7落敗8強止步，到2016年4月23日，鄭展龍於主場對香港飛馬的聯賽，後備入替，更於補時期間接應安基斯傳送，門前補中，取得職業生涯首個入球，協助傑志以4–2勝出，更成為首名傑志足球學校學員在頂級聯賽中取得進球，和仁濟醫院董之英紀念中學的職業足球員培育計劃中首個在學的中六學生在港超聯進球，到5月10日，鄭展龍於主場對新加坡球會馬里士他卡沙的亞協盃分組賽，再度後備入替，並在75分鐘接應接應林嘉緯傳送單刀挑過對方門將，取得首個亞洲賽入球兼為傑志鎖定4–0勝局。而鄭展龍於職業生涯首季，在各項賽事上陣7場錄得2球，並協助傑志奪得聯賽盃及季後附加賽冠軍。
直到2016年6月，鄭展龍因參與一場青少年足總盃賽事而受傷，而經檢驗後確認觸傷十字韌帶，需要接受手術治療，因此休息長達九個月，經過足足大半年的物理治療和康復運動後，於2017年3月隨傑志U18梯隊訓練藉以提升狀態，直到6月開始復出兼與傑志一隊操練，但練習一段短時間後，醫生又怕他受傷而叫停訓練，結果鄭展龍無緣2016/17港超球季。

### 夢想FC （外借加盟，2017）
經歷膝傷後，鄭展龍於2017年7月獲童年在香港巴塞足球學校結緣的恩師梁志榮教練招手，外借到新成立的港超聯球會夢想FC，並在8月26日以1–1逼和和富大埔的首場聯賽，於65分鐘後備入替正式復出，10月28日，他在對理文的菁英盃分組賽，先在28分鐘助攻隊友祖亞昆單刀破網，再在42分鐘再在左腳取得加盟後的首個入球，協助夢想最終以2–1勝出，其後他再在12月3日對東方龍獅的菁英盃分組賽，取得加盟後第二個進球，結果再度協助夢想以1–0勝出，而鄭展龍於半季内在各項賽事上陣14場錄得2球，並協助夢想於8戰錄得4勝1和3負的佳績進佔聯賽榜第三名，直到2018年1月10日在夢想完成最後一課操練後，回歸傑志，並首度隨球會征戰亞冠盃分組賽。

### 傑志 （2018 至今）
回歸後，鄭展龍於1月28日對標準流浪的聯賽，首度為傑志上陣並踢足全場，結果他在錄得一個助攻下，協助傑志以7–0勝出，其後他在3月14日主場對日職球會柏雷素爾的亞冠盃分組賽中，於80分鐘後備入替李毅凱後，在補時階段在禁區內左腳抽射，而皮球彎入龍門左上角破網，協助傑志歷史性以1–0絕殺對手，並錄得在亞冠盃改制後首勝，賽後，鄭展龍更榮膺全場最佳球員，並在亞洲足協的網上投票中，以高票當選為亞冠盃分組賽第四輪的每周金球，和亞冠盃分組賽最佳入球。

### 冠忠南區 （外借加盟，2021）
因為未能提供足夠的上陣機會，傑志宣布2021/22球季將鄭展龍外借至冠忠南區。2022年3月，傑志宣佈召回季初外借至冠忠南區的鄭展龍，隨傑志前往泰國征戰亞冠盃分組賽。

## 國際賽生涯
於2012年，鄭展龍被當時香港隊教練金判坤徵召展開為期2年的集訓，代表香港U16於2014年10月首度勇闖亞少盃決賽周，但在決賽週分組賽事中抽下籤與日本和澳洲和中國同處死亡B組，最終三戰皆以0–2落敗宣告無緣晉級，而有份出戰賽事的成員獲外界視為「黃金一代」，到2017年7月，鄭展龍經歷大傷復出僅兩個月後，即以19歲之齡入選亞足聯U-23錦標賽外圍賽的決選名單，但最後香港以1勝2和不敗的成績，未能成為五隊最佳次名之一，無緣晉身決賽周。
到2017年11月5日，年僅19歲的鄭展龍首度入選香港代表隊出戰巴林和黎巴嫩國家隊的決選名單，並獲香港隊主教練金判坤稱讚鄭展龍在開季以來持續有表現及進步，是整個港超聯當中表現最好的年青球員，而他於11月9日主場對巴林的國際友誼賽，在比賽79分鐘時獲遣上陣，首度於國際A級賽亮相外，更成為繼陳俊樂後，另一名未滿20歲就為香港出戰國際賽的土生土長球員，惟最終以0–2落敗。到2017年12月，他獲以年輕組球員成的香港隊徵召首度出戰第40屆省港盃，而他於1月4日主場對廣東隊的首回合正選上陣至55分鐘被換出，結果協助香港以2–0勝出兼五年來首度主場獲勝，雖然他於作客的次回合沒有上陣，但結果香港兩回合合計以2–2賽和，在互射12碼以4–2擊敗廣東重奪失落四年的省港盃冠軍。
2019年12月，鄭展龍入選香港代表隊，出戰2019年東亞足球錦標賽決賽週。
2022年7月，鄭展龍再次入選香港隊，出戰2022年東亞足球錦標賽決賽週。

## 家庭生活
鄭展龍父親育有兩子一女，居於彩虹邨，曾在1986年本來有機會踢精工預備組而鄭展龍父親原已獲選，但因其父親擔心當足球員未必可以維生最後放棄簽約，而父親為讓兒子可向着自己未能做到的職業球員目標發展，故要求鄭展龍只專注足球選擇在與傑志合辦職業足球員培訓計劃的仁濟醫院董之英紀念中學就讀。鄭展龍在效力夢想FC期間多次在烈日當空下練習都嘔吐大作因而被隊友取笑為「泡泡龍」。

## 國際賽事紀錄
- 僅列出國際A級比賽

| 上陣次數 | 時間           | 地點                    | 對手 | 比數 | 賽事性質             | 入球(累計) |
| -------- | -------------- | ----------------------- | ---- | ---- | -------------------- | ---------- |
| 1        | 2017年11月9日  | 香港 旺角大球場         | 巴林 | 0–2  | 國際友誼賽           | 0 (0)      |
| 2        | 2019年12月14日 | 南韓 釜山亞運會主競技場 | 日本 | 0–5  | 2019年東亞足球錦標賽 | 0 (0)      |
| 3        | 2019年12月18日 | 南韓 釜山亞運會主競技場 | 中國 | 0–2  | 2019年東亞足球錦標賽 | 0 (0)      |

## 榮譽
傑志
- 香港聯賽盃冠軍（2015–16季度）
- 香港季後附加賽冠軍（2015–16季度）
- 香港高級組銀牌冠軍（2016–17、2018–19季度）
- 香港超級聯賽冠軍（2016–17、2017–18、2019–20、2020–21季度）
- 香港足總盃冠軍（2016–17）
- 香港社區盃冠軍（2018年）
- 香港菁英盃冠軍（2019–20季度）

香港代表隊
- 省港盃冠軍（2018、2019年）

個人
- 亞冠盃分組賽第四輪 賽事最佳球員（2018年）
- 亞冠盃 賽事最佳金球獎（2018年）
- 香港足球明星選舉 最佳青年球員（2017–18季度）

## 外部連結
- 香港足球總會網頁球員資料 （页面存档备份，存于）